# Alejandro Romay
Alejandro Argentino Saúl (San Miguel de Tucumán, 20 de enero de 1927 - Buenos Aires, 25 de junio de 2015), conocido en el ambiente artístico como Alejandro Romay, fue un locutor, empresario teatral y de medios de comunicación de Argentina. El seudónimo lo adoptó en homenaje a su ídolo futbolístico de la juventud, Juan Manuel Romay, de Independiente de Avellaneda. Fue conocido en su momento como "el zar de la televisión", título que se ha "disputado" con Goar Mestre.
Su trabajo en el campo de la producción y el empresariado televisivo, por el cual siempre trató de elevar la calidad de contenidos de sus productos, es comparable con lo realizado en su momento por los mexicanos Emilio Azcárraga Vidaurreta y su hijo Emilio Azcárraga Milmo, este último, fundador del Grupo Televisa. En ese sentido, durante gran parte de la década de 1980 Romay alcanzó notoriedad, al posicionar a su Canal 9 en el primer puesto en audiencia. Al mismo tiempo, se convirtió en un símbolo televisivo, al poner su propia cara como imagen de su canal, algo poco usual y nunca antes visto en la televisión argentina.

## Biografía
En 1940, aún adolescente, comenzó su carrera como locutor de radio en LV7 Radio Tucumán. En 1945 fue nombrado director de LV12 Radio Aconquija (actual Radio Independencia), de la misma ciudad. En 1947 continuó con su actividad como locutor y luego como empresario: asumió la dirección de Radio Libertad (actual Radio Del Plata); más tarde, a partir de 1961, del Teatro El Nacional y luego también del Teatro Argentino.
A fines de 1963 asumió como director general de Canal 9, convirtiéndose en su accionista mayoritario y cambiando su nombre a Canal 9 Libertad, con una programación de carácter popular, centrado en productos masivos, aunque muchas veces tildado de vulgar y chabacano. Entre la programación de esa década figuran los programas Grandes valores del tango (1963), Almorzando con Mirtha Legrand (1968), Sábados de la bondad (1968), conducido por Héctor Coire y luego por Leonardo Simons, y Feliz domingo para la juventud (1970), luego llamado simplemente Feliz domingo.
También fue creador de los populares ciclos televisivos Música en libertad y Alta comedia. Con los programas Más allá del horizonte y La extraña dama, además, llevó la televisión argentina al mundo.
En 1974, habiendo expirado el plazo de licencia y por decreto del gobierno de María Estela Martínez de Perón del 1 de agosto de ese año, el estado nacional intervino los canales 9, 11 y 13.[cita requerida] Tras esto decidió emigrar y establecerse en Puerto Rico, donde adquirió dos canales de televisión.
En estos años también padeció atentados contra sus teatros: en 1973 del Argentino, destruido por una bomba cuando estaba por estrenarse Jesucristo Superstar; en 1982 de El Nacional, arrasado por un incendio, atribuido a la dictadura de entonces por un sketch de la revista Eroticon.[cita requerida]
En 1983, previo al retorno de la democracia, regresó a Argentina y creó la productora Telearte S.A., resultando adjudicatario de la licencia de Canal 9, aunque la entrega recién se hizo efectiva en mayo del año siguiente. La emisora retomó el nombre de Canal 9 Libertad y tuvo su etapa más exitosa, convirtiéndose en líder de audiencia entre 1984 y 1989.
Durante la década del '90, Romay amplió su participación en el ámbito audiovisual: en 1991 ganó la licitación de Radio Belgrano (hasta entonces estatal), que bajo su gestión pasó a llamarse Radio Libertad; a esto sumó la FM Feeling y la empresa Buenos Aires Cable (BAC); y fuera del país, el Canal 41, destinado al público hispano de Miami, en Estados Unidos.
Así y todo, más tarde decidió desprenderse de sus medios: primero de BAC, que fue absorbido por Multicanal (Grupo Clarín); luego de Canal 9, que a fines de 1997 fue vendido al grupo australiano Prime Media; siguiendo con las radios, que en 2000 fueron compradas por el grupo mexicano CIE; en tanto que la televisora de Miami quedó en manos de su hijo Omar.
En el ámbito teatral, continuó como propietario del Teatro El Nacional y también del Teatro Nuevo Alcalá de Madrid, España.
Alejandro Romay falleció el 25 de junio de 2015 a los 88 años. Sufría de Alzheimer, viéndose agravado su cuadro por una neumonía.
Sus restos fueron velados en el Teatro El Nacional, de que era propiedad y sepultados en el Cementerio Israelita de La Tablada.

## Familia
Estuvo casado con Leonor "Lita" Rosio. Fue padre de Diego, Viviana, Mirta y Omar, colaboradores y continuadores en la gestión de sus empresas. Fue abuelo del actor Fernando Tobi, y de Franco Damián y Sabrina Romay, además de otros 11 nietos y 8 bisnietos.

## Premios
- 1997: Mención Especial de los Premios Konex por su trayectoria y aporte a la comunicación y el periodismo en Argentina.
- 2003: Martín Fierro honorífico a la trayectoria.[7]
- 2005: Premio Éter, otorgado por la Escuela de Comunicación ÉTER.
- 2006: Premio a la trayectoria en los medios de comunicación otorgado por la Asociación Mutual Israelita Argentina (AMIA).[8]